# Masalia cornia
Masalia cornia là một loài bướm đêm trong họ Noctuidae.